# Rabanera del Pinar
Rabanera del Pinar település Spanyolországban, Burgos tartományban. Rabanera del Pinar Palacios de la Sierra, Hontoria del Pinar, Espejón, La Gallega, Cabezón de la Sierra és Moncalvillo községekkel határos. Lakosainak száma 99 fő (2024).

## Népesség
A település népessége az utóbbi években az alábbiak szerint változott:
| Lakosok száma | 138  | 141  | 142  | 138  | 124  | 122  | 115  | 105  | 98   | 99   |
|               | 2001 | 2004 | 2006 | 2009 | 2011 | 2014 | 2016 | 2019 | 2021 | 2024 |